# 宝塚歌劇団61期生
宝塚歌劇団61期生（たからづかかげきだん61きせい）とは、1973年（昭和48年）に宝塚音楽学校に入学し、1975年（昭和50年）に卒業。同年、宝塚歌劇団に入団し、『春の宝塚踊り』『ラムール・ア・パリ』で初舞台を踏んだ46人を指す。

## 概要
この期には元花組トップ娘役の若葉ひろみ、元星組トップ娘役の湖条れいか、元花組2番手男役スターの朝香じゅん、元月組男役スターの桐さと実、元専科娘役の一原けい、元専科男役で元雪組組長の箙かおるが入団。
1976年4月28日に組配属された。
2017年に箙かおるが退団したことにより、61期生は全員退団したことになる。

## 一覧
| 芸名         | 読み仮名          | 誕生日   | 出身地               | 出身校                           | 芸名の由来                                 | 愛称                         | 役柄 | 退団年 | 備考                                                               |
| ------------ | ----------------- | -------- | -------------------- | -------------------------------- | ------------------------------------------ | ---------------------------- | ---- | ------ | ------------------------------------------------------------------ |
| 愛田まち     | あいだ まち       | 3月26日  | 兵庫県西宮市         | 甲陵中学校                       |                                            | アイちゃん マチ              | 娘役 | 1983年 | 総合舞台芸術家・中間裕子 義姉は火の鳥美奈                          |
| あごう沙知   | あごう さち       | 1月23日  | 東京都台東区         | 千代田女学園                     | 前進のGO・ 自分の行く道が 幸せであるように | フミ                         | 男役 | 1986年 |                                                                    |
| 麻光         | あさ ひかり       | 1月4日   | 兵庫県宝塚市         | 宝塚高等学校                     |                                            | マーチ まあちゃん            | 男役 | 1978年 |                                                                    |
| 朝香じゅん   | あさか じゅん     | 12月7日  | 東京都港区           | 森村学園                         |                                            | ルコ ルリちゃん              | 男役 | 1991年 | 俳優・歌手                                                         |
| 朝風めぐみ   | あさかぜ めぐみ   | 2月17日  | 兵庫県西宮市         | 宝塚第一中学校                   | 父が命名                                   | テケ のりこちゃん            | 娘役 | 1982年 |                                                                    |
| 新千宏       | あらた ちひろ     | 7月18日  | 山口県下関市         | 下関南高等学校                   | 家族に名前                                 | オヨウ ヨーコちゃん          | 娘役 | 1985年 | 改名後・新千ひろ（あらた ちひろ） 夫は東西化学産業社長の河野眞一郎 |
| 安城聖       | あんじょう ひじり | 8月30日  | 大阪府守口市         | 守口高等学校                     |                                            | ボブ                         | 男役 | 1977年 |                                                                    |
| 五十鈴さより | いすず さより     | 5月14日  | 兵庫県姫路市         | 姫路西高等学校                   |                                            |                              | 娘役 | 1976年 |                                                                    |
| 一原けい     | いちはら けい     | 8月22日  | 京都府京都市         | 聖母学院高等学校                 | 知人が命名                                 | プリマ                       | 娘役 | 2014年 |                                                                    |
| 箙かおる     | えびら かおる     | 12月8日  | 兵庫県神戸市         | 神戸市立生田中学校               | 尊師が命名                                 | チャル                       | 男役 | 2017年 | 日本舞踊・若柳吉信代                                               |
| 江里美幸     | えり みゆき       | 3月31日  | 大阪府大阪市北区     | 相愛学園                         |                                            | モトコ                       | 娘役 | 1985年 | 妹は詩季なな帆                                                     |
| 扇千花       | おうぎ ちか       | 6月6日   | 東京都目黒区         | 実践女子学園                     | 扇千景が命名                               | ヤスコ やっちゃん            | 娘役 | 1977年 | 日本舞踊・扇千花                                                   |
| 大川令於     | おおかわ れお     | 9月1日   | 東京都目黒区         | 東京学芸大学附属中学校           |                                            | シカコ れお                  | 男役 | 1982年 |                                                                    |
| 大城つばさ   | おおしろ つばさ   | 10月13日 | 大阪府池田市         | 箕面高等学校                     | 自分で考案                                 | マロン クリちゃん くりぼん   | 男役 | 1980年 |                                                                    |
| 影ちさと     | かげ ちさと       | 10月20日 | 東京都               | 大妻女子大学附属中野女子高等学校 | 知人が命名                                 | エッチャン ハット はったん   | 男役 | 1980年 |                                                                    |
| 風帆里紗     | かざほ りさ       | 9月26日  | 北海道帯広市         | 宝塚高等学校                     | 自分で考案                                 | すがちゃん リサ              | 男役 | 1978年 |                                                                    |
| 桐さと実     | きり さとみ       | 10月25日 | 大阪府大阪市阿倍野区 | 東京都立神代高等学校             | 本名の一字を取って 自分で考案              | カタちゃん                   | 男役 | 1989年 | 俳優                                                               |
| 湖条れいか   | こじょう れいか   | 6月12日  | 兵庫県神戸市須磨区   | 渋谷高等学校                     | 姉の芸名                                   | ツッツ れいか                | 娘役 | 1986年 | 姉は湖条千秋 歌手                                                  |
| 西城杏奈     | さいじょう あんな | 1月28日  | 東京都港区           | 大妻女子大学附属中野女子高等学校 | 尊師が命名                                 | マツボックリ                 | 男役 | 1979年 |                                                                    |
| 早乙女マリア | さおとめ まりあ   | 1月1日   | 兵庫県西宮市         | 鳴尾高等学校                     |                                            | ヨッシィ マリヤ              | 娘役 | 1977年 |                                                                    |
| 朱雀薫       | すじゃく かおる   | 5月24日  | 大阪府大阪市城東区   | 大阪信愛女学院                   | 源氏物語                                   | ハミン ひろみちゃん          | 男役 | 1978年 | 後に娘役に転向 日本舞踊・藤間勘子実 娘は拓麻早希・瑠音舞佳         |
| 鈴美音       | すず みね         | 12月22日 | 東京都渋谷区         | 実践女子学園                     | 尊師が命名                                 | ユミちゃん                   | 娘役 | 1987年 |                                                                    |
| 瀬尾はやみ   | せお はやみ       | 6月29日  | 東京都小金井市       | 藤村女子高等学校                 |                                            | ノア                         | 男役 | 1984年 | 改名後・まどか輝（まどか てる）                                    |
| 千みどり     | せん みどり       | 7月8日   | 兵庫県西宮市         | 夙川学院                         | 尊師が命名                                 | みゆき                       | 娘役 | 1980年 |                                                                    |
| 環潤         | たまき じゅん     | 10月13日 | 兵庫県西宮市         | 神戸松蔭女子学院                 | 家族で考案                                 | クミ ツタ                    | 男役 | 1980年 |                                                                    |
| 千鳥さくら   | ちどり さくら     | 8月12日  | 東京都               | 女子美術大学附属                 | 東京・ 千鳥が淵の桜より 戸部銀作が命名     | アッキー サクラちゃん アッコ | 娘役 | 1981年 |                                                                    |
| 朱鷺のぼる   | とき のぼる       | 8月8日   | 東京都中野区         | 四谷商業高等学校                 |                                            | オシバ ジャンプ シバ         | 男役 | 1980年 |                                                                    |
| 奈樹まさみ   | なぎ まさみ       | 1月26日  | 大阪府大阪市大淀区   | 桜塚高等学校                     | 日本舞踊名取名                             | ししょう まさみ              | 娘役 | 1983年 | 日本舞踊・坂東雅実                                                 |
| 奈知優       | なち まさる       | 8月16日  | 大阪府               | 宣真学園                         |                                            | ナチ                         | 男役 | 1977年 |                                                                    |
| 夏川ゆかり   | なつかわ ゆかり   | 7月11日  | 兵庫県西宮市         | 被昇天学園                       |                                            | キー きいこ                  | 娘役 | 1981年 |                                                                    |
| 夏城淳       | なつき じゅん     | 6月17日  | 東京都町田市         | 日本大学附属桜丘高等学校         |                                            | ジュン                       | 男役 | 1979年 | 母は水町のぶ子 妹は雪城まどか                                      |
| 花篠まり恵   | はなじょう まりえ | 3月17日  | 東京都港区           | 立教女学院                       |                                            | ヒサエちゃん                 | 娘役 | 1980年 |                                                                    |
| 花宮らら     | はなみや らら     | 11月7日  | 岡山県和気郡         | 西宮高等学校                     | 明るく花のように                           | らら                         | 娘役 | 1983年 |                                                                    |
| 火の鳥美奈   | ひのとり みな     | 1月9日   | 兵庫県西宮市         | 西宮高等学校                     | 火の鳥のような 情熱と はばたき             | オーシャン                   | 男役 | 1987年 | 後に娘役に転向 義妹は愛田まち                                      |
| 星月美砂     | ほしづき みさ     | 12月2日  | 大阪府大阪市北区     | 神戸松蔭女子学院                 | 尊師が命名                                 | オクちゃん トコちゃん        | 娘役 | 1979年 |                                                                    |
| 穂高真理     | ほだか まり       | 11月26日 | 愛知県名古屋市千種区 | 宝塚中学校                       |                                            | リッペ                       | 娘役 | 1980年 |                                                                    |
| 麻泉沙里     | まいずみ さり     | 7月25日  | 兵庫県神戸市東灘区   | 神戸山手学園                     |                                            | オシノ                       | 娘役 | 1984年 | 日本舞踊・藤間勘姿之 父は夢路いとし 叔父は喜味こいし               |
| 摩耶みつほ   | まや みつほ       | 3月25日  | 東京都世田谷区       | 小野学園                         | 摩耶山                                     | ガンちゃん                   | 男役 | 1981年 | 日本舞踊・藤間勘誉枝                                               |
| 麻由なつみ   | まゆ なつみ       | 2月5日   | 大阪府               | 豊中第六中学校                   |                                            | デン                         | 娘役 | 1984年 |                                                                    |
| 瑞城聖       | みずき せい       | 8月7日   | 大阪府大阪市天王寺区 | 天王寺中学校                     |                                            | ドレミ                       | 男役 | 1982年 |                                                                    |
| 美舟幸       | みふね さち       | 2月18日  | 兵庫県神戸市灘区     | 沖縄県立小禄高等学校             | 本名                                       | ミフネ                       | 男役 | 1980年 | 母は月空美舟                                                       |
| 美代かほり   | みよ かおり       | 3月29日  | 兵庫県宝塚市         | 長尾中学校                       | 尊師が命名                                 | キヨミちゃん                 | 娘役 | 1981年 |                                                                    |
| 優ひかり     | ゆう ひかり       | 6月22日  | 大阪府大阪市         | 梅花学園                         | 本名                                       | スズエ                       | 娘役 | 1982年 | 妹は真琴愛（63期）、 関岡香 俳優                                   |
| 梨花まなみ   | りか まなみ       | 10月21日 | 大阪府大阪市東区     | 帝塚山中学校                     | 家族で考案                                 | ユーコちゃん                 | 娘役 | 1980年 |                                                                    |
| 礼さぎり     | れい さぎり       | 3月1日   | 兵庫県神戸市兵庫区   | 武庫川学院                       | 自分で決定                                 | さぎり                       | 男役 | 1978年 |                                                                    |
| 若葉ひろみ   | わかば ひろみ     | 4月29日  | 大阪府豊中市         | 大阪樟蔭学園                     |                                            | ひとみ ひとちゃん            | 男役 | 1985年 | 後に娘役に転向 俳優                                                |